# Scandale (film, 1982)
Pour les articles homonymes, voir Scandale (homonymie).
Pour plus de détails, voir Fiche technique et Distribution.
Scandale est un film québécois réalisé par George Mihalka sorti en 1982

## Synopsis
Des fonctionnaires décident de faire de l'argent rapidement en réalisant un film pornographique dans l'enceinte de l'Assemblée nationale du Québec en utilisant le matériel gouvernemental.

## Fiche technique
- Titre : Scandale
- Réalisation : George Mihalka
- Scénario : Robert Geoffrion
- Musique : Tony Roman et Germain Gauthier
- Parole des chansons : Luc Plamondon
- Photographie : François Protat
- Montage : Michaël Karen et Rit Wallis
- Production : Robert Lantos et Stephen J. Roth
- Société de production : RSL Entertainment Corp.
- Pays :  Canada
- Genre : Comédie érotique
- Durée : 81 minutes
- Dates de sortie : 
  -  Canada : 7 mai 1982

## Distribution
- Sophie Lorain : Lucille
- Nanette Workman : Nanette Workman
- Sylvie Boucher : Pauline
- Gilbert Comtois : Rousseau
- Rose Ouellette : Jeanne Renoir
- Jean-Guy Moreau : Poitras
- Douglas Leopold (en) : Coco
- Robert Desroches : Ministre Gosselin
- Roger Garceau : Ministre français